# Vorbis
Vorbis (im entsprechenden Containerformat auch als Ogg Vorbis Anhörenⓘ bezeichnet) ist ein (patent-)freies Audioformat für verlustbehaftete Audiodatenreduktion.
Das Format wurde von der Xiph.Org Foundation als patentfreie Alternative zum weit verbreiteten MP3-Format entwickelt. Die Anpassbarkeit des Formats wurde darauf angelegt, Jahrzehnte lange Nutzung zu ermöglichen.

## Eigenschaften
Vorbis kann sowohl mit variabler oder auch konstanter Bitrate zwischen (durchschnittlichen) 32 und 448 kbit/s kodiert werden. Das Format ist streaming- und mehrkanalfähig. Als Breitbandverfahren unterstützt Vorbis mit Abtastraten von 44,1 kHz und mehr prinzipiell die Abbildung des gesamten menschlichen Hörspektrums. Hörtests ergaben transparente Ergebnisse ab 150 bis 170 kbit/s (Vorbis-Qualitätsstufe 5). Vorbis bewegt sich dabei auf einem ähnlichen Niveau wie Musepack oder das proprietäre Advanced Audio Coding.

## Technik
Vorbis ist, wie die meisten seiner Art, ein Transformations-Codec auf Basis der modifizierten diskreten Kosinustransformation (MDCT).
Vorbis-Daten sind normalerweise in Ogg-Containerdateien (Dateinamenserweiterung .ogg) eingebettet, die ebenfalls von der Xiph.Org Foundation entwickelt werden. Vorbis-Daten können aber auch in Matroska-, OGM- oder WebM-Containern enthalten sein (zum Beispiel als Tonspur zu einem Video).
Für die Erfassung von Metadaten wird das eigens entwickelte, vergleichsweise flexible Vorbis-comment-Schema genutzt.

### Mehrkanalton
Es unterstützt bis zu 255 Kanäle.
Die Vorbis I specification gibt in Abhängigkeit von der Anzahl der Kanäle die Belegungen vor.
| Anzahl Kanäle | Belegung                                                                                                   |
| ------------- | --- |
| 1             | monophon                                                                                                   |
| 2             | Stereo: links, rechts                                                                                      |
| 3             | 1D-Surround: links, mittig, rechts                                                                         |
| 4             | Quadrophonischer Raumklang: vorne links, vorne rechts, hinten links, hinten rechts                         |
| 5             | 5-Kanal-Raumklang: vorne links, vorne mittig, vorne rechts, hinten links, hinten rechts                    |
| 6             | 5.1-Raumklang: vorne links, vorne mittig, vorne rechts, hinten links, hinten rechts, LFE-Kanal (Subwoofer) |
| 7 oder mehr   | anwendungsspezifisch, keine Vorgabe                                                                        |

## Verbreitung
In der IT-Branche hat sich Vorbis mittlerweile neben MP3 und AAC etabliert. Audiodateien in der Wikipedia und in Wikimedia Commons sind grundsätzlich in diesem Format abgespeichert. Unter mobilen Musikabspielgeräten ist die Unterstützung mittelmäßig verbreitet. Zu den Internetradio-Sendern, die Vorbis benutzen, gehören unter anderem Deutschlandradio, Bermudafunk, Radio Darmstadt, Radio Lora München, Freies Sender Kombinat und RadioTux.
Vorbis wird auch in zahlreichen Videospielen zur Kompression der Musik-, Effekt- und Sprachaufnahmen verwendet. Darunter bekannte Titel wie: Doom 3, Far Cry, Gothic 3, Grand Theft Auto: Vice City, Grand Theft Auto: San Andreas, Minecraft, Quake 4, StarCraft II, Unreal II: The Awakening, Unreal Tournament 2003, Unreal Tournament 2004 und World of Warcraft.

## Software

### Implementierungen
Die Referenzimplementierungen sind unter einer BSD-artigen Lizenz veröffentlicht.
Neben diesen fanden in einer Reihe von Abspaltungen separate Weiterentwicklungen statt, von deren wichtigster auch Verbesserungen in die offizielle Version übernommen wurden.

#### aoTuV
aoTuV (Aoyumi’s Tuned Vorbis) ist ein Vorbis-Encoder mit dem Ziel, die Klangqualität weiter zu verbessern. Dies gilt insbesondere für niedrige Bitraten (unter 64 kb/s) – bisher eher ein Schwachpunkt von Vorbis. Der aoTuV-Code basiert auf dem Code von Xiph.Org und erzeugt Dateien, die den Vorbis-Spezifikationen entsprechen. Seit Vorbis v1.1 ist aoTuV Beta-2 offizieller Bestandteil des Vorbis-Encoders von Xiph.Org. Mit der Version Beta-3 wurden 2 neue Qualitätsstufen (32 kb/s und 48 kb/s) eingeführt, um noch stärkere Kompression zu erlauben. Aktuelle Version ist die Beta 6.03 (25. Mai 2011) mit weiter verbessertem Klang. Verbessert wurde auch der Klang in höheren Bitraten. Bei Hörtests, in denen Vorbis mit anderen Formaten verglichen wird, kommt häufig der aoTuV-Encoder zum Einsatz, da er ein besseres Ergebnis erwarten lässt.

#### Lancer
Das Lancer-Projekt entwickelt mit Hilfe von Assembler prozessorspezifisch auf Geschwindigkeit optimierte Versionen eines Encoders. Hauptsächlich durch den Einsatz der in vielen modernen Hauptprozessoren vorhandenen schnelleren Gleitkomma-Befehlssatzerweiterungen wie SSE wird häufig etwa eine Verdoppelung der Leistung bei gleicher Qualität erzielt.

### Abspielsoftware
Software zum Abspielen von Vorbis-Audiodaten steht für alle modernen Betriebssysteme zur Verfügung. In den meisten Linux-Distributionen ist sie von vornherein enthalten, verbreitete Multimedia-Player unter Windows wie AIMP, foobar2000, Media Player Classic – Home Cinema, MPlayer, VLC media player oder Winamp bringen ebenfalls Vorbis-Unterstützung mit. Seit der Vorbis-Decoder Tremor, der an Prozessoren wesentlich geringere Anforderungen stellt, ähnlich verfügbar ist wie die ursprüngliche Vorbis-Implementierung, gibt es auch für einige portable Medienspieler entsprechende Software.

### Hardware-Unterstützung
Vorbis selbst wird nicht auf jeder Hardware unterstützt, da die Originalimplementierung eine Gleitkommaeinheit benötigt, die insbesondere auf tragbaren Geräten selten zur Verfügung steht. Der Ganzzahl-Vorbis-Decoder Tremor führt die Dekodierung ohne Verwendung einer Gleitkommaeinheit durch.
Im Vergleich zu MP3 und AAC ist die Dekodierung von Vorbis rechnerisch einfacher, hat aber einen größeren Speicherbedarf, da es kein statisches Wahrscheinlichkeitsmodell gibt und Huffman-Tabellen sowie Daten für den Vektorquantisierer im Datenstrom selbst mitgeliefert werden. Diese Daten sind in komprimierter Form nur wenige Kilobyte groß, müssen aber dekomprimiert und im Speicher abgelegt werden.
Einige Hardware-Hersteller unterstützen das Vorbisformat mittlerweile standardmäßig (zum Beispiel Blackberry, Cowon, iriver, Samsung, TrekStor oder SanDisk Sansa), andere nur nach einem Firmwareupdate. Für manche Hardware, wie z. B. Apples iPod gibt es alternative Firmware von Dritten, die Vorbis-Support bietet. Das „Rockbox“-Projekt stellt eine unter GPL stehende Firmware mit Vorbis-Decoder zur Verfügung. Für die PlayStation Portable und den Nintendo DS existieren verschiedene Homebrew-Programme, die auch Vorbis-Unterstützung bieten, aber eine modifizierte Firmware benötigen.
Mittlerweile wird Vorbis-Unterstützung auch direkt, parallel zur MP3-Dekodierung, in der Hardware von Signalprozessoren implementiert, so dass zukünftig immer mehr Player das alternative Format beherrschen sollten.
Alle Geräte, auf denen das Betriebssystem Android läuft, unterstützen Vorbis.

## Vergleich mit MP3 und AAC

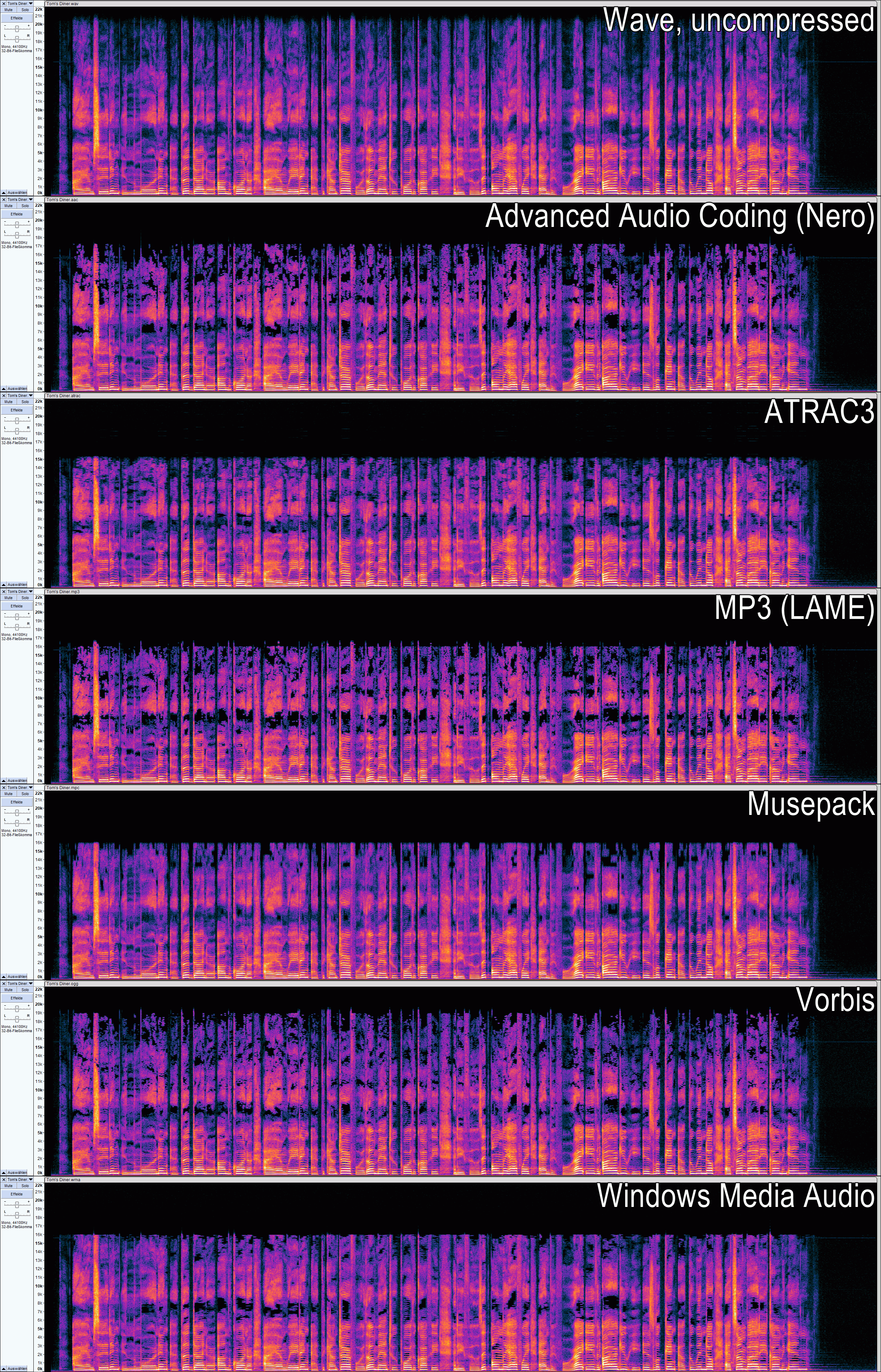
Vergleich mehrerer verlustbehafteter Audiodatenkompressionsverfahren mit einer durchschnittlichen Datenrate von 128 kbit/s und dem Ausgangsmaterial in CD-Qualität mit 1.411 kbit/s. Am Beispiel eines 22 Sekunden langen Ausschnittes des Liedes Tom’s Diner ist deutlich zu erkennen, welche Frequenzen von den verschiedenen Verfahren entfernt wurden.

- Einer der wesentlichen Unterschiede sind die unterschiedlichen Lizenzen: Während die AAC-Technik patentiert ist und für die Nutzung Lizenzen erworben werden müssen, sind MP3 und Vorbis vollständig frei.
- MP3 und AAC sind im Gegensatz zu Vorbis von der ISO genormt.
- Technisch gesehen komprimieren Vorbis und AAC effizienter als MP3 (welches aber auch wesentlich älter ist) und die Tonqualität ist bei einer sehr starken Komprimierung (40 kbit/s) noch für Sprachaufnahmen nutzbar.
- Wie mittlerweile auch bei MP3 definieren die Spezifikationen von Vorbis keine festen Bitraten (CBR). Diese werden aber von vielen Codecs und auch der Referenzimplementierung unterstützt.[12]
- Vorbis unterstützt unterbrechungsfreie Wiedergabe und Replay Gain nativ. Bei MP3 ist dies nur durch nicht standardisierte Erweiterungen möglich, die nur von wenigen Codecs und Playern unterstützt werden.
- Während MP3 ohne Erweiterungen maximal zwei Kanäle (Stereo) unterstützt, können bei Vorbis bis zu 255 Kanäle in flexibler Anordnung verwendet werden.
- Das Vorbis-Format ist weniger verbreitet als das MP3-Format. Deutlich weniger portable Abspielgeräte („MP3-Player“) können Vorbis wiedergeben, allerdings kommen immer mehr Abspielgeräte auf den Markt, die dieses Format unterstützen.
- Analog zu den ID3-Tags zur Speicherung von Metadaten bei MP3- oder AAC-Dateien bietet Vorbis die deutlich flexibleren Vorbis comments.

## Geschichte
Im Herbst 1998 informierte die Fraunhofer-Gesellschaft verschiedene Audio-Codec-Entwickler darüber, dass das Verteilen oder Verkaufen von MP3-Audio-Codec-Software lizenzrechtlich geschützt sei und dafür eine Lizenzgebühr entrichtet werden müsse. Von dieser Ankündigung waren vor allem viele Freie-Software-Projekte betroffen, die daraufhin ihre Entwicklung mehrheitlich einstellten (siehe auch LAME).
Christopher Montgomery begann daraufhin, den freien und nicht von Lizenzen oder Patenten betroffenen Audiocodec Vorbis zu entwickeln. Der Name „Vorbis“ stammt von der Figur „Exquisitor Vorbis“ aus Terry Pratchetts Scheibenwelt-Roman Einfach göttlich.
Im April 2000 trat das Projekt erstmals an die Öffentlichkeit und stellte den damals noch unter der LGPL stehenden Audiocodec vor. Im März 2001 wurde die Lizenz des Codecs in eine BSD-artige Lizenz geändert, um die Verwendung des Codecs bei kommerziellen Produkten zu vereinfachen.
Im Juli 2002 wurde die Version 1.0 veröffentlicht. Damit stand die erste Version von Vorbis für Endanwender zur Verfügung. Kurz darauf gab auch die Firma Real Networks bekannt, Vorbis in ihrem Helix-Projekt zu unterstützen.
Im September 2002 wurde der vorher nicht frei verfügbare Decoder Tremor, der für den Einsatz auf besonderer Hardware zugeschnitten ist, ebenfalls unter der BSD-artigen Lizenz kostenlos angeboten.
Im Jahr 2003 begannen Hardwarehersteller, tragbare Musikgeräte mit Vorbis-Unterstützung auszuliefern. So veröffentlichte zum Beispiel iriver im Oktober ein Firmware-Aktualisierung für den iHP-100 und brachte den Nachfolger gleich mit passender Firmware heraus.
Real Networks folgte im August 2004 dem Versprechen, Vorbis im Helix-Projekt zu unterstützen, und veröffentlichte Versionen des Helix- und des RealPlayers, die Vorbis abspielen konnten.
Im September 2004 wurde die Version 1.1.0 des Codecs veröffentlicht.
Im Jahr 2005 veröffentlichte Microsoft eine Lizenz für das damals neue DRM-System Janus, in dem Hardwareherstellern die Unterstützung alternativer Audioformate wie Vorbis untersagt wurde.
Dieser Bedingung wurde aber im Oktober 2005 durch Richterin Colleen Kollar-Kotelly widersprochen.
Im Jahr 2005 arbeitete man bei Xiph.Org im Rahmen des Ghost-Projekts erstmals an Plänen und Entwürfen für einen Vorbis-Nachfolger (anfangs im Gespräch als Vorbis II). Daraus entsprang neben den Codec-Plänen von Christopher Montgomery, die zugunsten der Weiterentwicklung von Theora auf Eis liegen, auch der besonders latenzarme Echtzeit-Codec CELT von Jean-Marc Valin.
2012 wurde Opus veröffentlicht. Dieses ebenfalls freie Audioformat integriert CELT, kann als Nachfolger von Vorbis angesehen werden und bietet bessere Qualität und geringere Latenzen.